# Emil Terschak
Emil Terschak (* 27. Mai 1858 in Wien; † 1. September 1915 in Cortina d’Ampezzo) war Fotograf, Maler, Illustrator und Bergsteiger.

## Fotograf und Illustrator

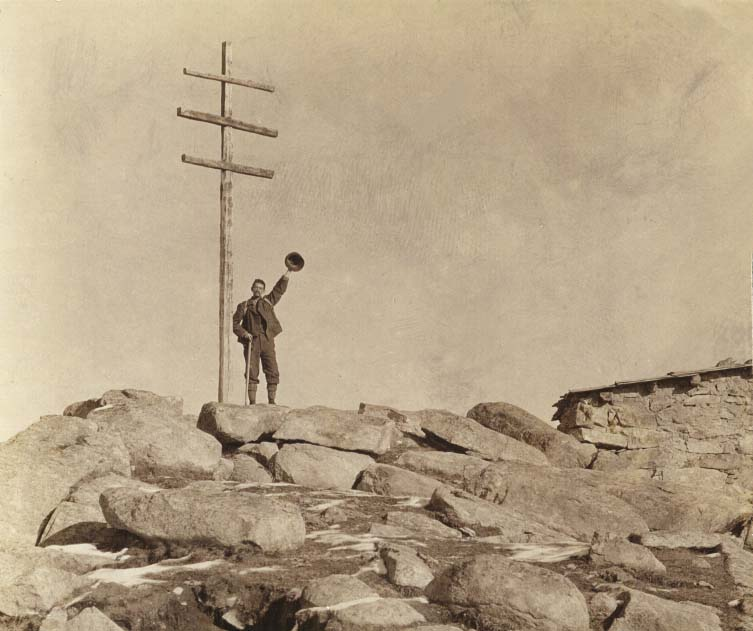
Emil Terschak am Gipfelkreuz der Raschötzer Alm in Gröden

Emil Terschak war der Sohn des tschechischen Musikers Adolf Terschak (1832–1901). Mit 18 Jahren immatrikulierte er sich an der Akademie in München (Eintritt: 24. April 1876, 03272 Matrikelbuch 1841–1884), im gleichen Jahr wie der Grödner Maler Josef Moroder-Lusenberg. Er verbrachte daraufhin eine vierjährige Studienzeit in München. Nachdem er St. Ulrich in Gröden 1893 als Bergsteiger von München aus besucht hatte, ließ er sich 1894 im Ort nieder und wohnte dort in der Villa Rosenheim (heute Haus Rusina). Im selben Haus errichtete er ein Fotoatelier, ein solches betrieb er auch in München. Viele Touren ging er auch mit seiner Frau Henriette, sie wurden im Sommer 1898 beide bei einer Besteigung des Langkofels durch Steinschlag vergleichsweise glimpflich verletzt, während erste Pressemeldungen gleich von einem Absturz sprachen.
Er schrieb und illustrierte zwei Führer vom Rosengartengebiet und von Gröden. Terschak publizierte viele von ihm reichlich illustrierte Berichte seiner Bergfahrten in den Dolomiten in den damaligen deutschen Illustrierten, die noch das Holzstichverfahren für den Druck der Bilder benutzten. Siehe ein Beispiel hier.
Auch Zeichnungen im damaligen Jugendstil sind von ihm bekannt.
1900 schrieb und veröffentlichte er das erste Buch in deutscher Sprache über die Bergfotografie. Das Buch erschien in drei folgenden Auflagen 1905, 1913 und 1921 posthum durch Josef Rheden. In der letzten von Rheden überarbeiteten Auflage erschien eine Würdigung Terschaks als Pionier der Bergfotografie.

## Pionier des Wintersports

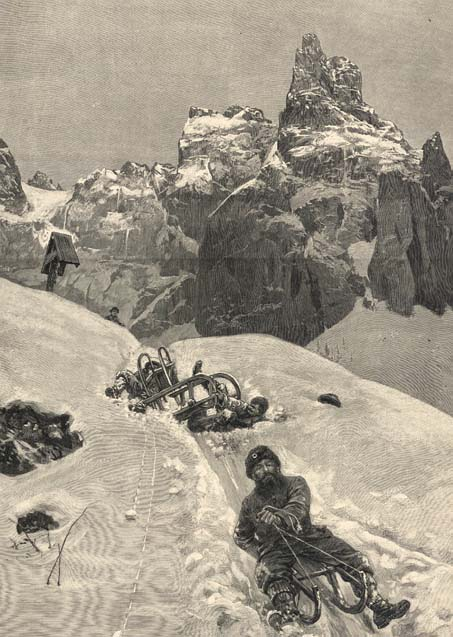
Rodelfahrt. Holzstich nach Foto von Emil Terschak

Terschak war nicht nur ein Kletterer, sondern auch ein Bahnbrecher des Skilaufs, im Februar 1894 nahm er an der Skiüberquerung von Vent im Ötztal nach Kurzras im Schnalstal teil. Aus Norwegen, wo er einige Zeit lebte, führte er den Skisport zuerst in Gröden, dann in Cortina d’Ampezzo ein. In St. Ulrich gründete er den Rodelklub und gab dem dort beginnenden Tourismus großen Aufschwung.
Im Jahr 1900 erschien in den Brixner Nachrichten ein Artikel über die Tätigkeit Terschaks in München, wo er angeblich im dortigen Atelier Aktfotos publizierte. Der Pfarrer Anderlan in St. Ulrich nützte diese Gelegenheit, um gegen Terschak in Predigten zu intervenieren. In den Tagebüchern des Pfarrers Anderlan ist seine Abneigung gegen Terschak eindeutig dokumentiert. Er schrieb am 24. November 1899 in seiner „Chronik von St. Ulrich in Gröden angefangen 1. Jänner 1894“: „Es machte große Sensation eine Correspondenz der Brixner-Chronik herausgenommen aus "Münchner Neueste" u. Photografen-Zeitung, daß ein hier wohnender Fotograf Emil Terschak weibliche Akte aufnehme u. in den Handel bringe. Diesem Schweine wird hoffentlich bald das Handwerk gelegt u. ausgewiesen werden.“ Und am 27. November 1899 schrieb er: „Gestern giengen ich u. die Lehrer des kath. Lehrervereines nach Brixen. Gegenstand der Berathung war: Gesuch an das Land um Erhöhung des Gehaltes. Heute wurde der famose Photograf Emil Terschak aus dem Rodlklub ausgeschloßen.“ Der erzkonservative Anderlan war gegen die sportliche Tätigkeit, besonders gegen die Bergsteigerei, bei der man das eigene Leben unnütz der Gefahr aussetze. Das Verweilen Terschaks war in diesem in Gröden heraufbeschworenen Klima sicher nicht mehr angenehm; man bedenke, dass vor allem St. Ulrich eine extrem rasche wirtschaftliche Entwicklung erlebte, zum Teil durch den beginnenden Fremdenverkehr, hauptsächlich jedoch durch die sakrale Bildhauerei und den Altarbau für katholische Kirchen in aller Welt.

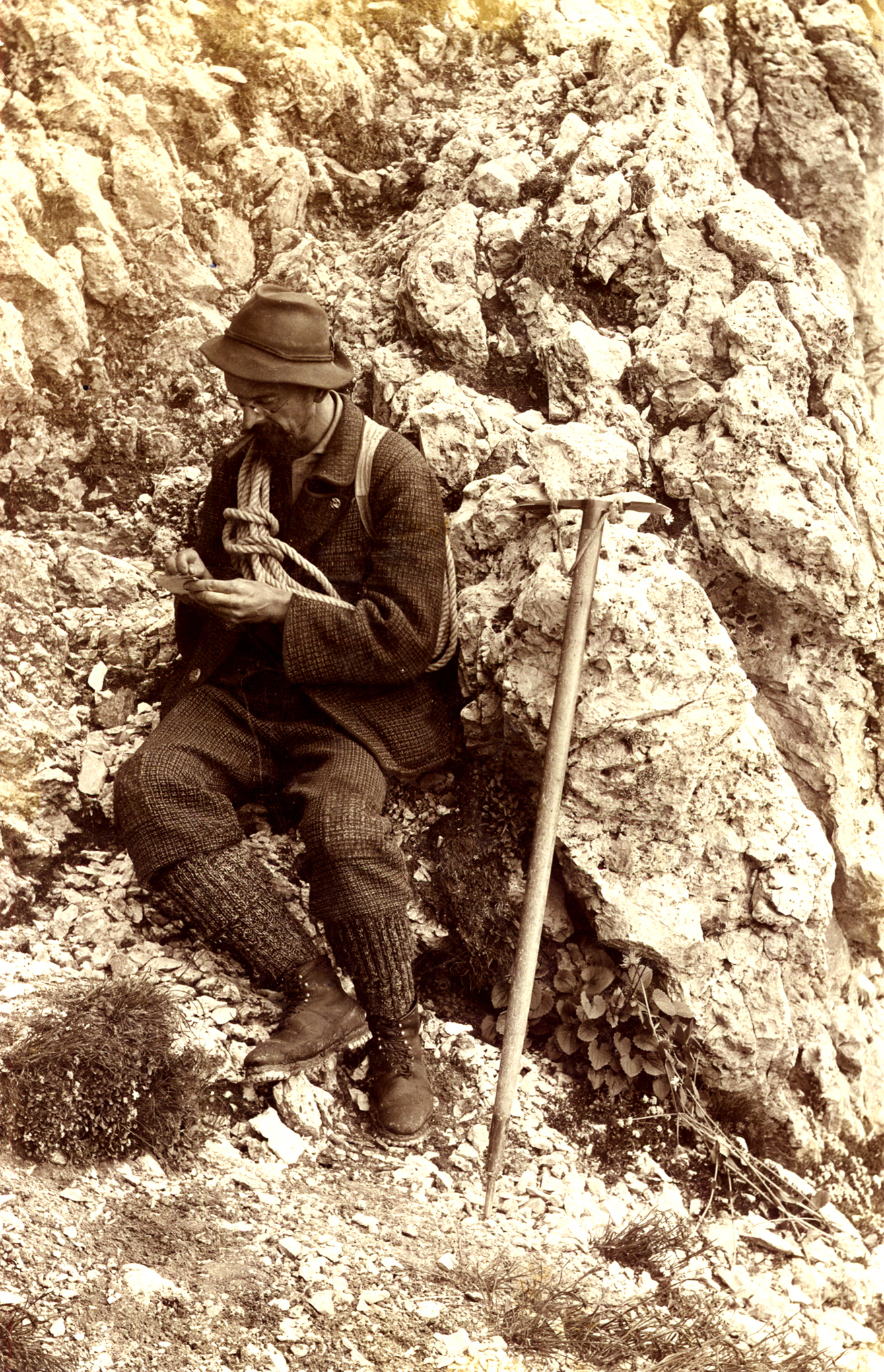
Bergsteiger, Foto von Emil Terschak, vielleicht Terschak selbst

Terschak übersiedelte nach Cortina d’Ampezzo. Das Fotoatelier in der Villa Rosenheim in St. Ulrich wurde vom Grödner Fotografen Dominik Holzknecht (vulgo: Meine Golo) übernommen. Terschak betrieb im alten Gemeindehaus in Cortina d’Ampezzo ein weiteres Fotoatelier. Er hat dort maßgebend zur Entwicklung des Wintertourismus beigetragen.
Terschak konnte sich von einer Grippe, die er sich im Winter 1914/15 zugezogen hatte, nicht mehr erholen. Inzwischen wurde Cortina d’Ampezzo im Ersten Weltkrieg von den Italienern erobert und des Öfteren von den Österreichern bombardiert. Sein langes Leiden vor seinem Tode wurde noch durch die Ungewissheit über das Schicksal seines Sohnes Fritz erschwert, nachdem dieser von den Italienern auf der Marmolata gefangen genommen wurde und seine Familie monatelang nichts von ihm wusste. Die Nachricht vom Tode Terschaks gelangte erst drei Jahre später in den deutschen Raum, als Cortina d’Ampezzo im Spätherbst von den Österreichern zeitweilig zurückgewonnen wurde.
Terschaks Sohn Federico Terschak führte den Eishockey-Sport aus Kanada ein. Es gelang ihm, die Winterolympiade 1956 in Cortina d’Ampezzo zu organisieren.

## Bibliographie
- Emil Terschak: Illustrierter Führer durch die Grödener Dolomiten. Fischer & Bröckelmann, Berlin 1896.
- Emil Terschak: Illustrierter Führer durch die Rosengartengruppe. Fischer & Bröckelmann, Berlin 1897.
- Emil Terschak: St. Ulrich and the Industries of Grödnerthal.  Scientific American, September 21, 1901. Volume 52, Issue 1342supp.
- Emil Terschak: Photographie im Hochgebirg. Praktische Winke in Wort und Bild. Gustav Schmidt, Berlin 1900. Vier Auflagen.
- Emil & Fritz Terschak: Führer durch Ampezzo und die Hochtouren um Cortina. 2. verb. u. verm. Aufl., Hirzel, Leipzig 1914.

Zeichnungen Terschaks über die Kletterei
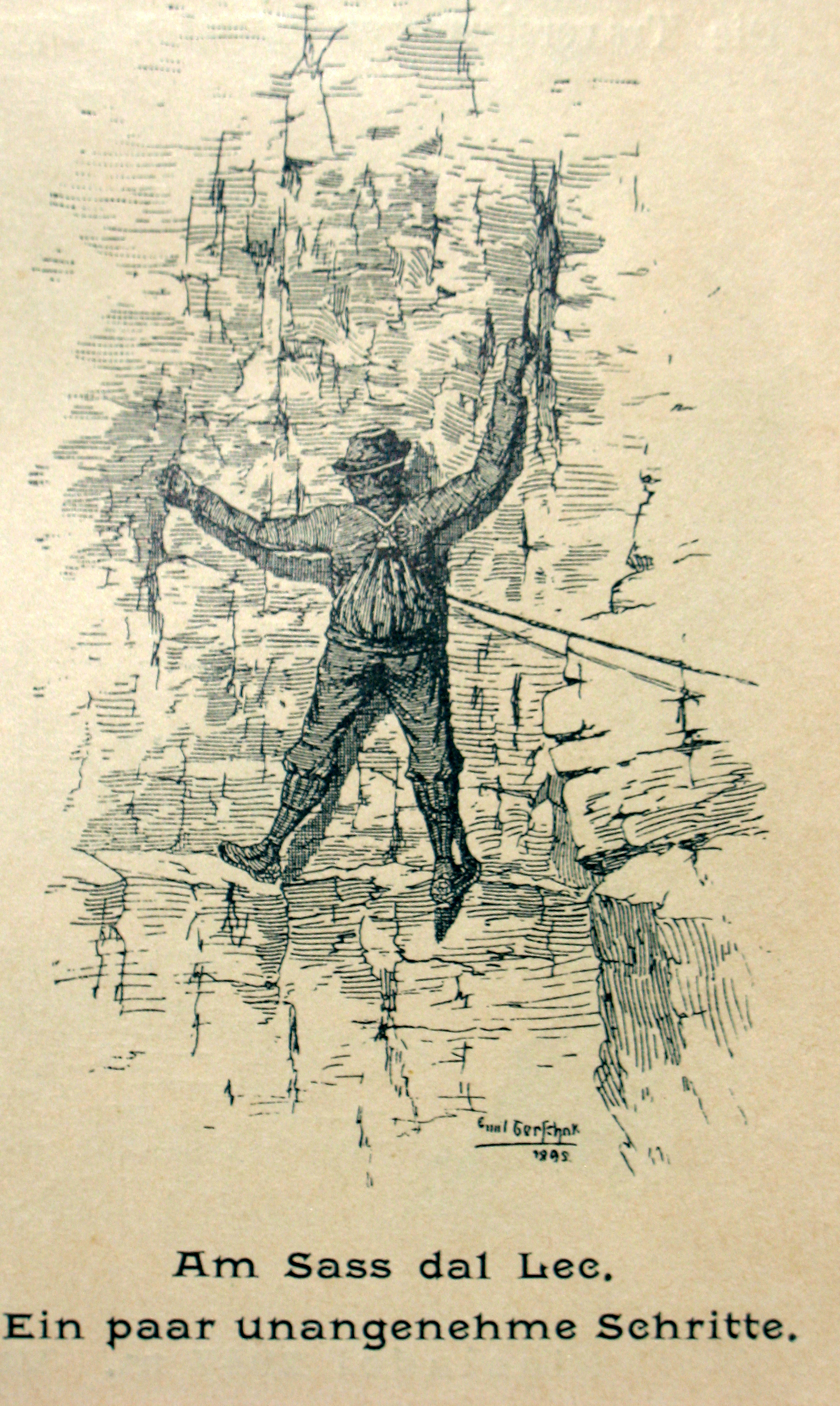
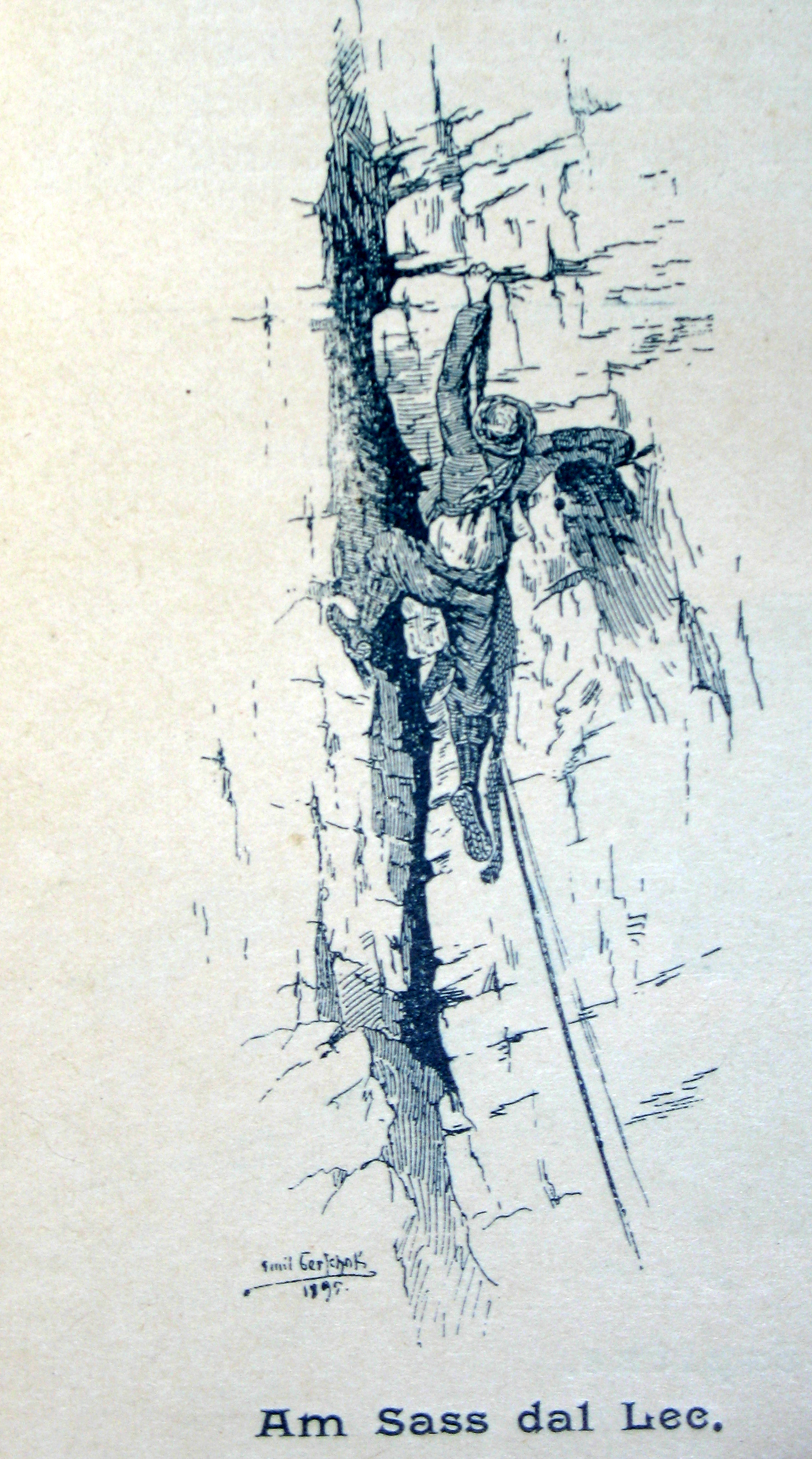
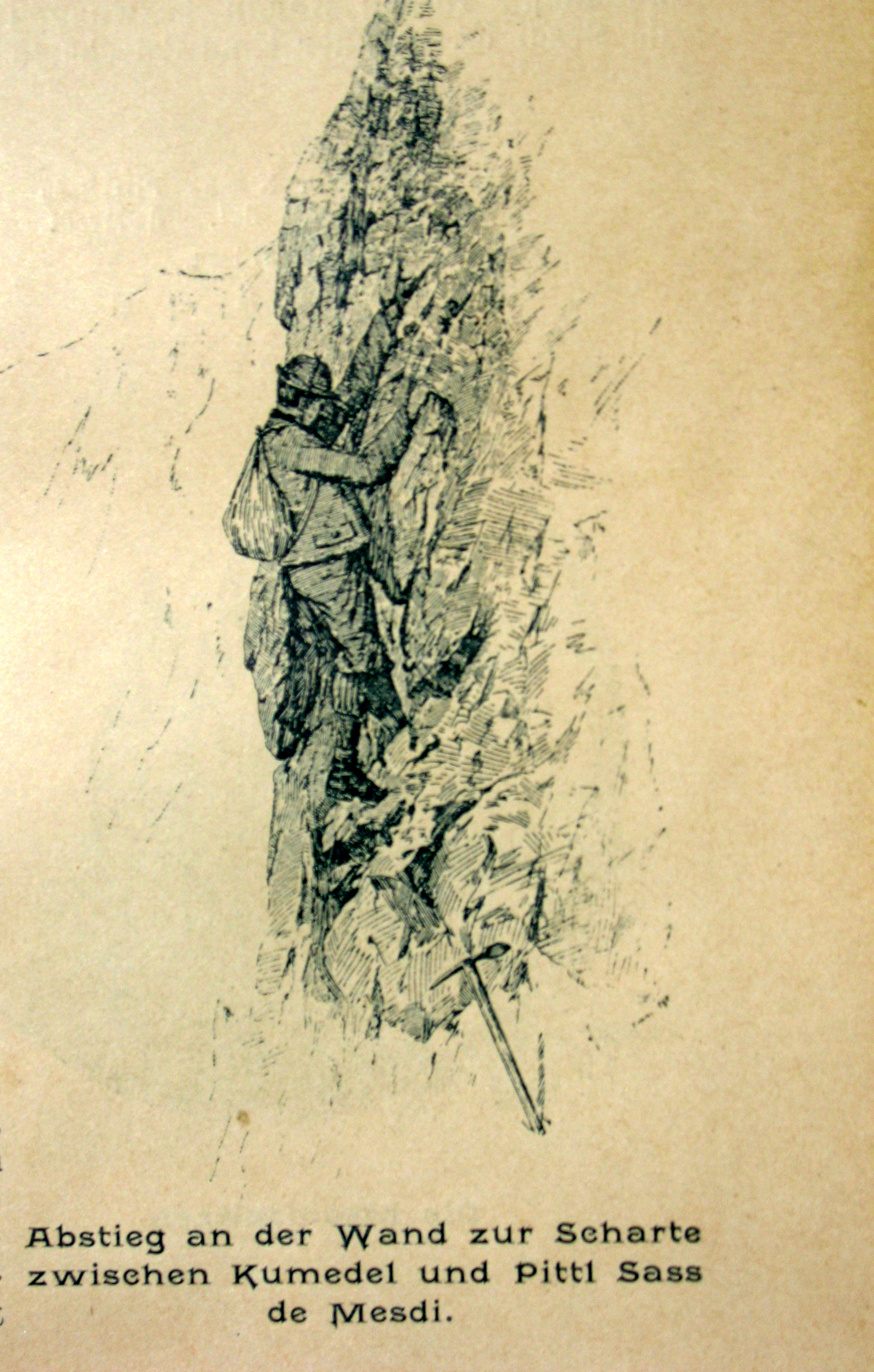
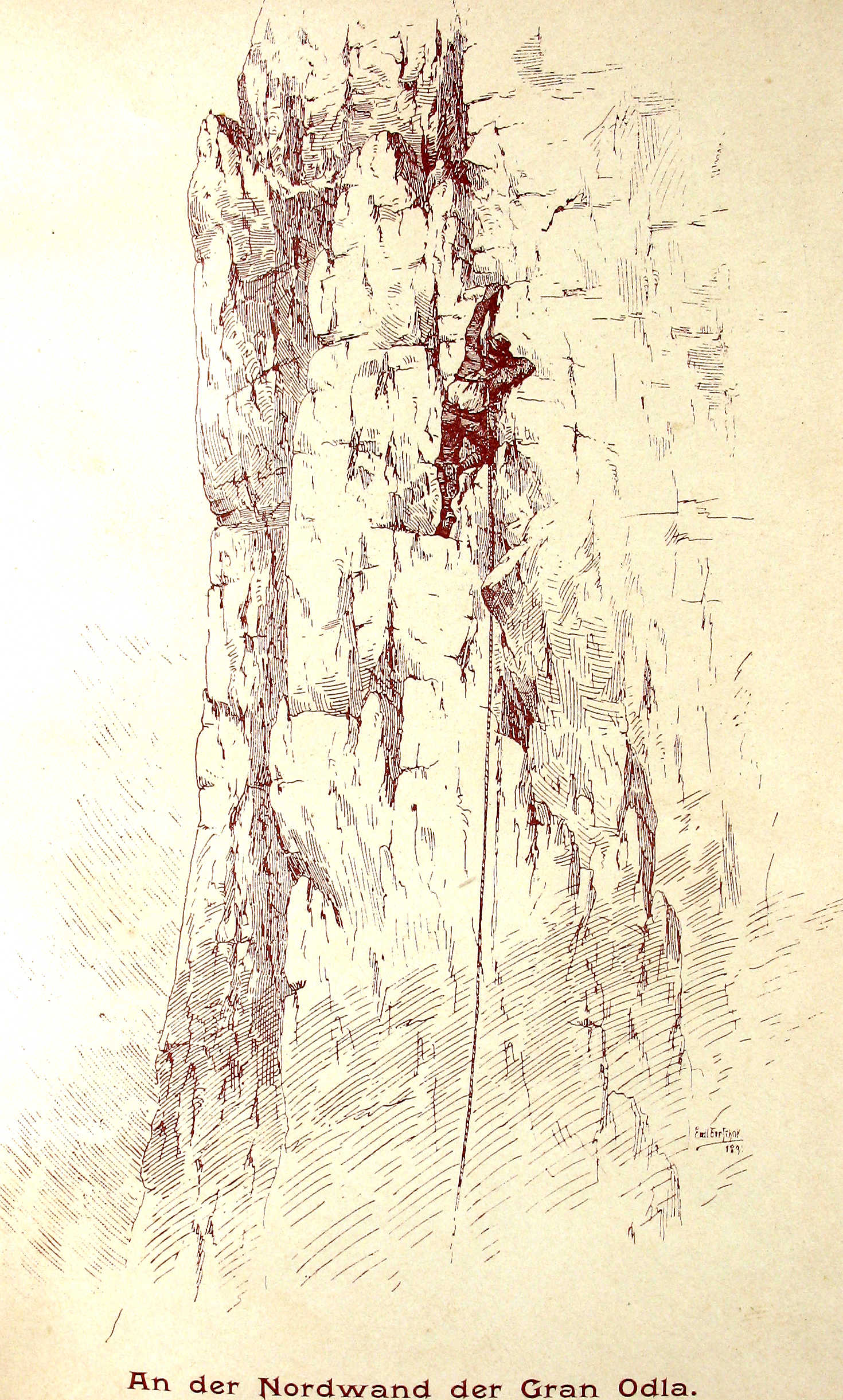
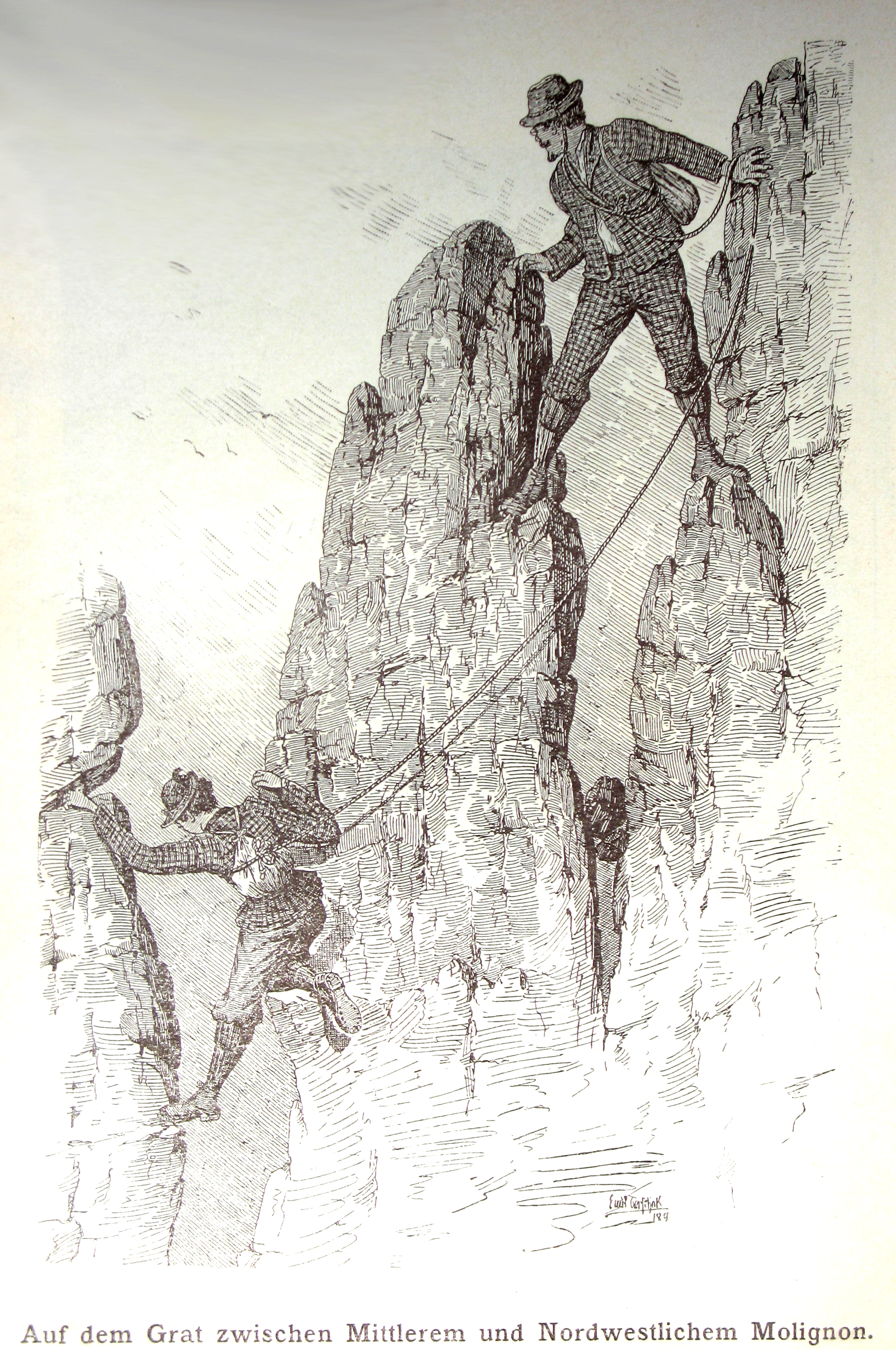